# El Llano, Calvillo
El Llano är en ort i Mexiko.   Den ligger i kommunen Calvillo och delstaten Aguascalientes, i den centrala delen av landet, 500 km nordväst om huvudstaden Mexico City. El Llano ligger 1 633 meter över havet och antalet invånare är 216.
Terrängen runt El Llano är huvudsakligen kuperad, men den allra närmaste omgivningen är platt. Runt El Llano är det ganska tätbefolkat, med 67 invånare per kvadratkilometer. Närmaste större samhälle är Calvillo, 1,3 km sydväst om El Llano. Trakten runt El Llano består till största delen av jordbruksmark.